# Machinefabriek Frans Smulders

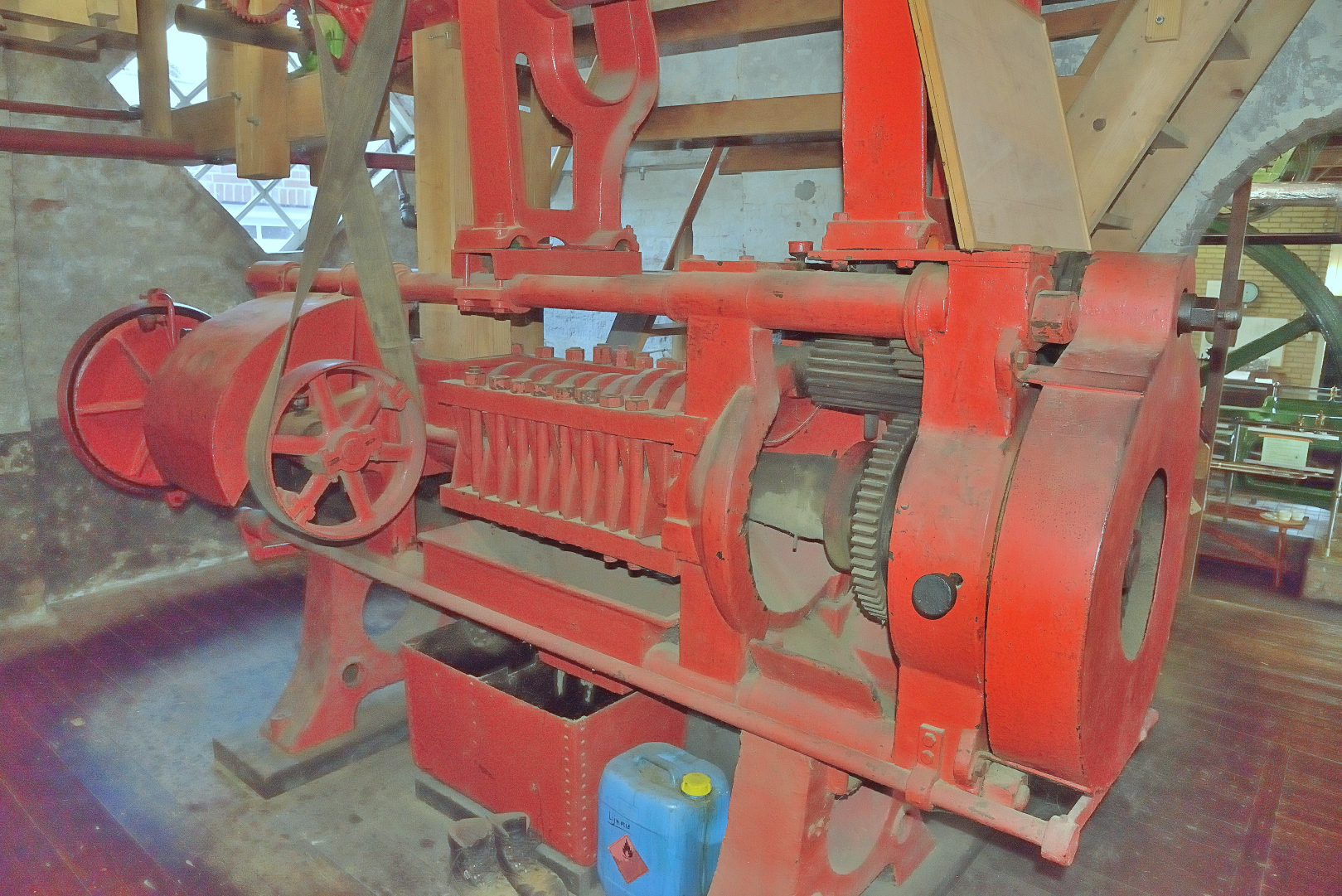
Oliewringer in molen De Wachter

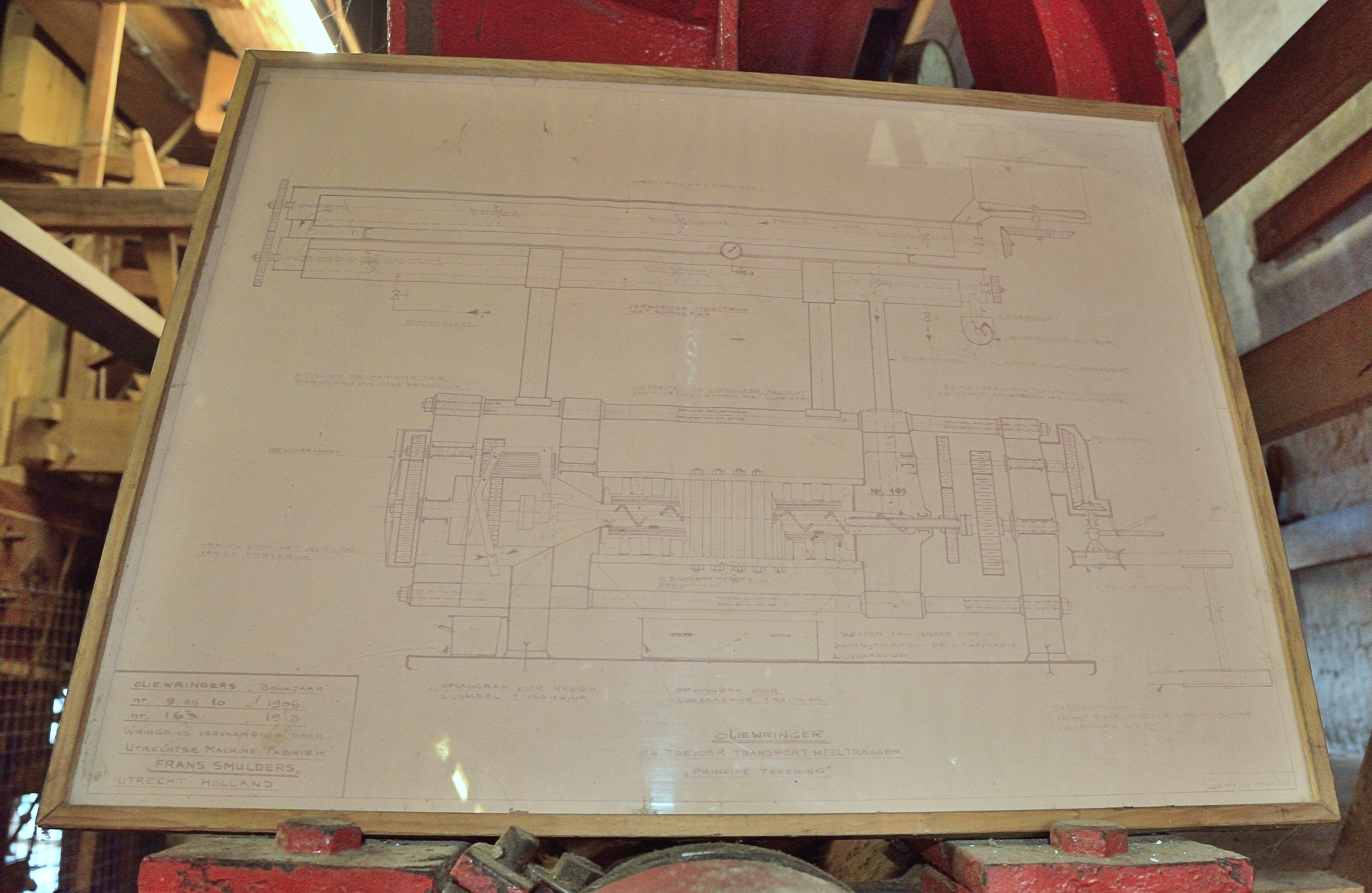
Tekening oliewringer in molen De Wachter

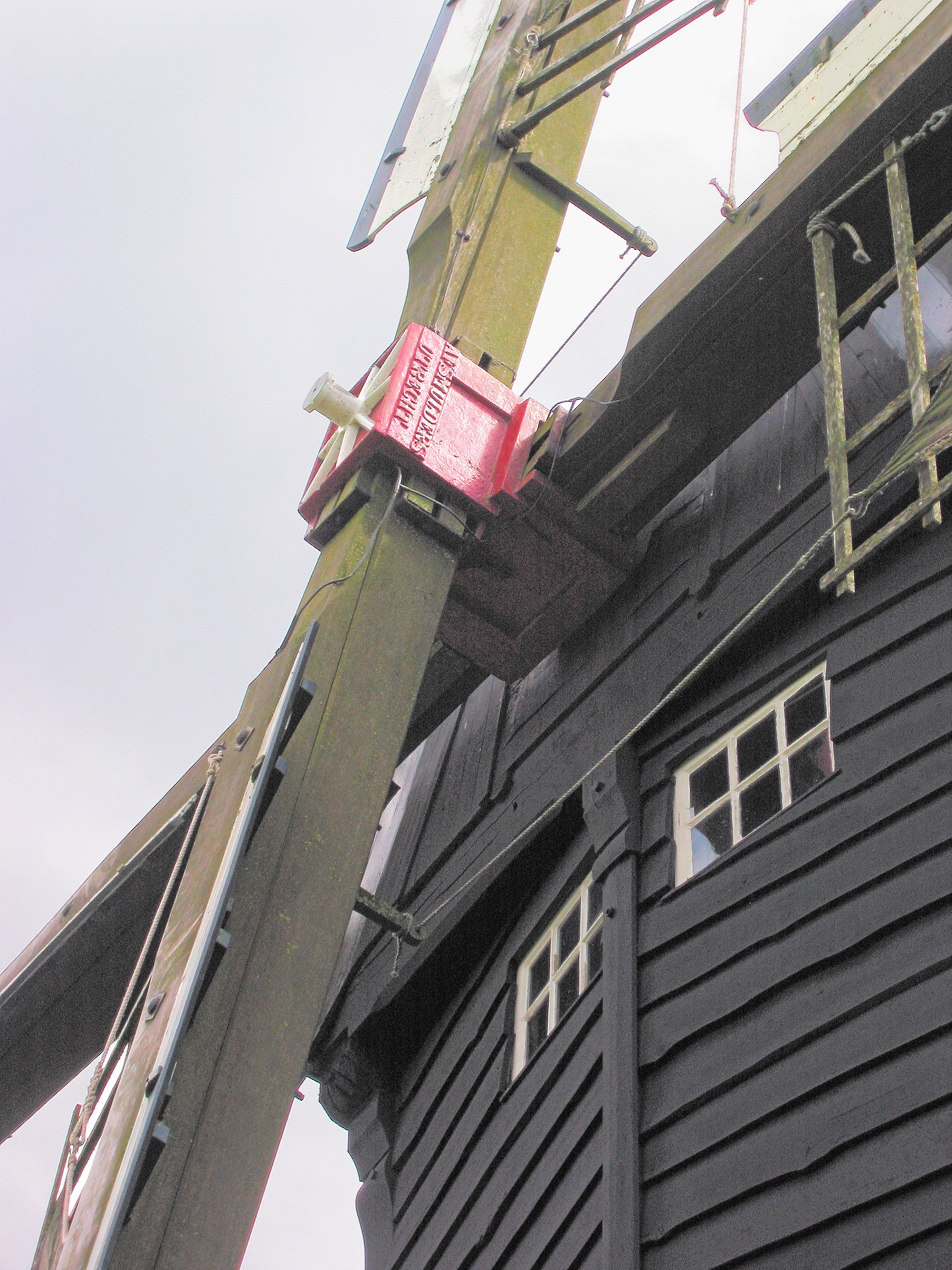
Askop van de Doesburger molen

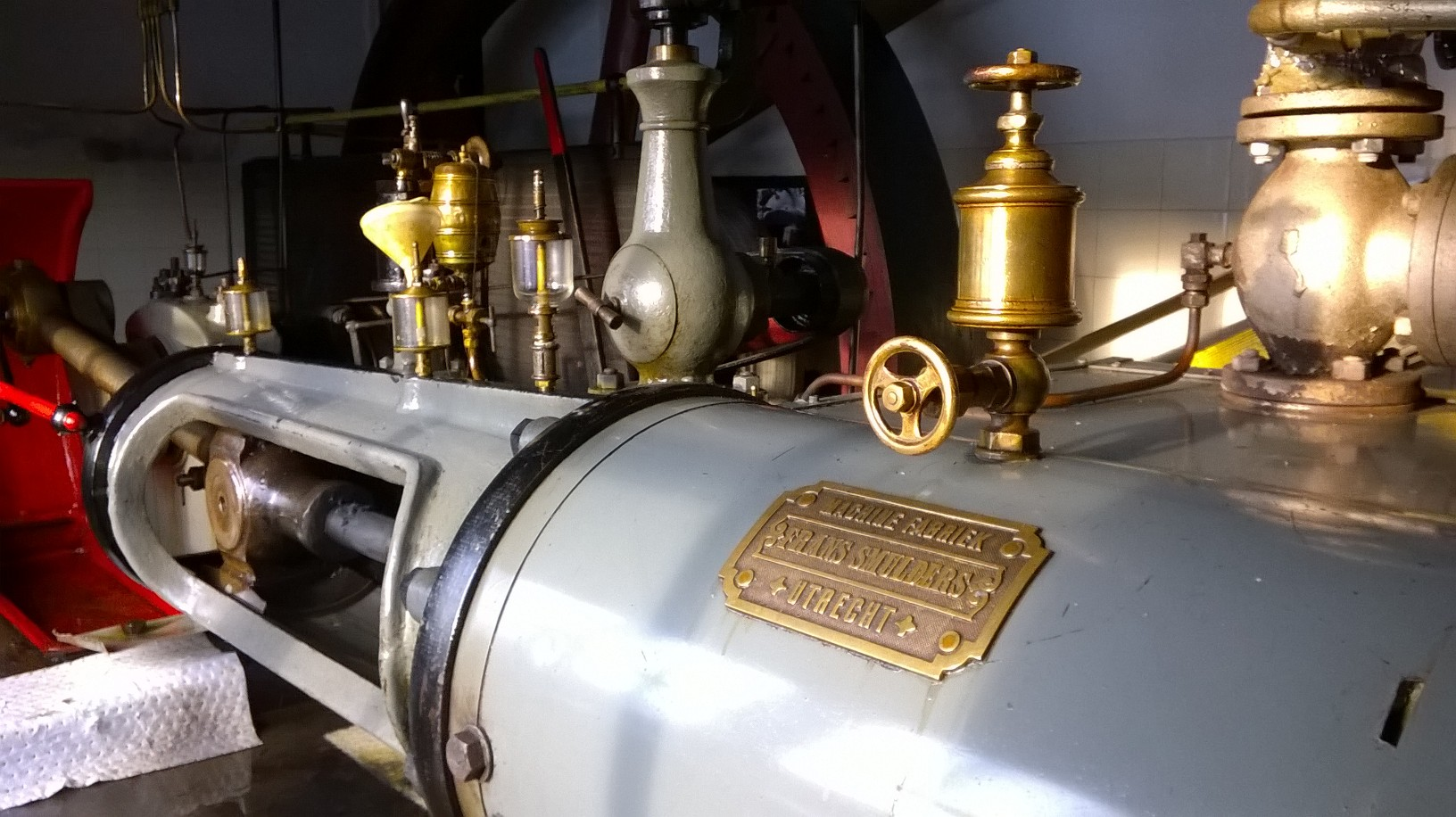
Stoommachine van Frans Smulders in de Middelste Molen te Loenen, januari 2017

De Machinefabriek Frans Smulders was een machinefabriek aan de Croeselaan te Utrecht. De fabriek werd in 1890 opgericht door Franciscus Hendricus (Frans) Smulders, na het uiteenvallen van de samenwerking met zijn broer in de machinefabriek Louis Smulders & Co, waarbij Co stond voor de bijdrage van Frans.

## Familie Smulders
Frans Smulders (Tilburg, 1851 - Utrecht, 1915), was met zijn broers Augustinus Franciscus (1838-1908) en Johannes Ludovicus (1839-1908) werkzaam in het vaderlijk bedrijf, de firma W.H. Smulders te Tilburg. De broers werkten verder samen in Utrecht binnen de firma A.F. Smulders tot 1880. Frans en Louis gingen samen apart verder onder de firmanaam Louis Smulders & Co. totdat tien jaar later, in 1890, zich de wegen van beide broers scheidden. Louis ging op een andere locatie, de voormalige buitenplaats Jaffa  verder onder de naam Louis Smulders & Co (later Machinefabriek Jaffa., Frans nam de bestaande fabriek op de Vleutenseweg over. In 1902 moest het bedrijf wijken voor het Buurtspoorwegstation en werd verplaatst naar een nieuwe fabriek op een terrein aan de Croeselaan, op de plek waar nu het bestuurscentrum van de Rabobank staat. De bedrijven van alle drie de broers Smulders droegen lang een sterk familiaal karakter. Ook bij de - in 1907 in een NV omgezette - machinefabriek Frans Smulders volgden in 1915 twee zoons, L. en W. Smulders - beiden al langer werkzaam in het bedrijf -, de overleden grondlegger op. De bedrijfsvoering droeg ook een patriarchaal karakter: er was een eigen bedrijfsziekenfonds onder de naam 'Willen is Kunnen', in 1918 kreeg het een eigen door de directie gesteunde bedrijfsharmonie. De familie Smulders verdween in de jaren dertig uit de directie. Frans Smulders kreeg hogere technici als leiding, de familie Smulders bleef als aandeelhouder betrokken.

## Producten
De Machinefabriek Frans Smulders nam een deel van het productiepakket van Machinefabriek Jaffa over, waaronder turfstrooiselpersen. Verder maakte het bedrijf aanvankelijk een breed scala aan (stoom)werktuigen. Vanaf het begin werden stoommachines vervaardigd waaronder gelijkstroommachines, verder legde men zich toe op de fabricage van diverse soorten stoomketels. Een aparte afdeling en specialiteit was het spoor- en tramwegmaterieel als wissels, kruisingen en draaischijven. Daarnaast werden pers- en snijwerktuigen al gauw een specialiteit. Zo leverde men rond 1910 automatische doorsnijders voor de Utrechtse Munt. Een ander specialisme betrof hydraulische werktuigen. Zo leverde Smulders in 1906 hydraulische dommekrachten voor de havenwerken te Talcahuano, Verder fabriceerde men begin 20e eeuw allerlei machines voor de oliefabricage, zoals extractoren, filterpersen en oliepersen en -wringers. Daarbij was de binnenlandse markt en de beschermde markt van Nederlands-Indië het belangrijkste, maar al spoedig exporteerde men ook naar het nabije buitenland. Voor de Indische markt bouwden ze vanaf 1906 installaties voor de palmolieindustrie.
De wringers bevatten twee meeltroggen, waarvan de onderste met stoom wordt verhit. Het verwarmde meel gaat naar een hogedrukkamer. De persdruk kan via een handel handmatig worden ingesteld. In de hogedrukkamer zitten schraapmessen voor het verwijderen van het uitgeperste meel. Het uitgeperste meel valt aan het eind van de hogedrukkamer in een bak. Er wordt ongeveer 150 kg meel per uur geperst, wat 50 liter olie oplevert. De uitgeperste olie valt door 1 mm brede sleuven in een bak onder de wringer. Voor de Indische markt had de onderneming een eigen kantoor te Surabaya (Oost-Java). Op het gebied van installaties voor de palmoliefabricage werkte men samen met Werkspoor en voor het scheikundige deel met het Britse George Scott & Son Ltd te Londen. De Indische belangen werden vanaf 1945 behartigd door Javastaal-Stokvis.  
Ook leverde de onderneming zoutbriketeermachines voor de zoutwinning op Madoera. Onder invloed van de brandstofschaarste tijdens de Eerste Wereldoorlog kwamen in 1918 in eigen beheer ontwikkelde briketpersen. Voor de binnenlandse markt werden verder onder meer pompen, persen en bruggen geleverd. Een voorbeeld hiervan is de hefbrug in de Kruisvaart te Utrecht. De jaren dertig kwam het bedrijf mede door door gevarieerde werkzaamheden als de vervaardiging van 50 sluisdeuren voor de Afsluitdijk, in gelaste uitvoering. 
In de naoorlogse periode bleven (hydraulische) werktuigen als persen en pompen, naast algemeen constructiewerk als bruggen een specialiteit. Naast persen voor de olie- en veekoekenindustrie maakte Smulders in deze periode ook bijvoorbeeld kunstharspersen. In 1949 werd in samenwerking met Philips een eerste pers geleverd. Frans Smulders goot ook enkele askoppen voor windmolens met een houten bovenas. 

## Groei en neergang
Smulders telde de eerste tiental jaren tussen de circa 60 en 90 werklieden. Vanaf 1899 trad een gestage groeispurt in. De firma ontwikkelde zich begin 20ste eeuw voorspoedig, van 115 werklieden in 1899 tot 436 in 1914 en was daarmee beduidend groter dan het bedrijf van familie- en stadgenoot Louis Smulders. Omstreeks 1915 werd een nieuwe stelplaats, een werkplaats voor wissels tevens constructiewerkplaats en een ketelmakerij opgericht. Begin jaren twintig was er een tijdelijk terugslag. Zo werd in 1923 een deel van het werkvolk op wachtgeld gezet. Een grote brand in 1929 kwam de onderneming snel te boven, waarbij een eigentijdse nieuwbouw kwam. Maar de fabriek had het moeilijk in de crisisjaren en na de Tweede Wereldoorlog was er geen kracht meer voor een nieuw elan. De onderneming maakte verlies en werd in 1961 - er werkten toen nog 325 man - overgenomen door de Verenigde Machine Fabrieken (VMF). De VMF liquideerde het jaar daarop wegens 'onderbezetting' de firma, het terrein werd vervolgens verkocht.
Hedendaags:
Douwe Egberts ·
HUBO ·
Koninklijke Jongeneel ·
Mediq ·
UMS Pastoe ·
Rabobank ·
Stork ·
Strukton ·
Vitens ·
WE

Niet meer bestaand:
Charles Vögele ·
De Korenschoof ·
De Landbouw ·
Demka ·
ElectroRail ·
GVU ·
Batterijenfabriek Herberhold ·
Hooghiemstra ·
Gemeentelijke Gasfabriek ·
Jan Jongerius N.V. ·
N.V. L B Kagenaar ·
Lood- en Zinkpletterij Hamburger ·
Lubro ·
Machinefabriek Frans Smulders ·
Machinefabriek Jaffa ·
Nieaf ·
Olland · 
Pannevis · 
PEGUS ·
N.V. Philips Lasstavenfabriek ·
PUEM ·
Systeem Coq ·
Van Boekhoven - Bosch ·
Werkspoor